# Фокс, Тиффани
Тиффани Мария Митчелл, более известная под сценическим псевдонимом Tiffany Foxx (родилась 2 июня 1995 года в Майами) — рэпер, композитор, певица, телеведущая, актриса и модель. Работает в жанрах хип-хоп и R&B (она смешивает эти жанры с танцевальной музыкой). Ведет программу RapFix на музыкальном канале MTV.

## Биография

### Детство
Тиффани родилась 2 июня 1995 года в американском городе Майами. Была очень общительным и дружелюбным ребёнком. Начала читать рэп ещё в девять лет. После того как её родители развелись (в 2006 году) она переехала к своей тете в Лос-Анджелес. Где и прожила до 2010 года.

### 2010 — по наст время: Yellow Tape
В 2010 году Тиффани заключает контракт с Lil' Kim и её лейблом I.R.S. Records, на десять миллионов долларов. В 2011 году она переезжает в Нью-Йорк и приступает к записи своего альбома который назвала «Yellow Tape». Во время записи альбома, Тиффани также присутствует на песнях таких известных артистов как Snoop Dogg, Mobb Deep и Young Jeezy.
В феврале 2013 года Тиффани выпускает первый сингл под названием «Watch Your Mouth», исполненный совместно с Lil' Kim и певицей Miley Cyrus. Этот сингл стал очень успешным, попав на 4 место в чарте Billboard Hot 100 и на первое место в чартах Top R&B/Hip-Hop Singles & Tracks и Billboard Hot Rap Songs. Вскоре этот сингл стал дважды-платиновым. Второй сингл, «Baby», вышел в марте и стал огромным успехом. Он достиг первого места в Billboard Hot 100 и в большинстве чартах мира сингл достиг топ-5. Критики очень хорошо приняли эту песню, похвалив очень сильную эмоциональность этой романтической баллады. Критики также отметили что Тиффани очень хорошо поет. Трек стал пяти-платиновым. В Апреле 2013 года Тиффани приходит на радиостанцию Hot 97 и говорит там что её альбом выйдет в июле 2013 года.

## Дискография

### Альбомы
| Название                                                                                    | Информация                                                                                               | Позиции в чартах | Позиции в чартах | Позиции в чартах | Позиции в чартах | Позиции в чартах | Позиции в чартах | Позиции в чартах | Позиции в чартах | Позиции в чартах | Позиции в чартах | Продажи          | Сертификации |
| Название                                                                                    | Информация                                                                                               | US               | US R&B           | US Rap           | AUS              | CAN              | FRA              | IRL              | NZ               | SWE              | UK               | Продажи          | Сертификации |
| ------------------------------------------------------------------------------------------- | --- | ---------------- | ---------------- | ---------------- | ---------------- | ---------------- | ---------------- | ---------------- | ---------------- | ---------------- | ---------------- | ---------------- | --- |
| Yellow Tape                                                                                 | - Выпущен: 19 июня, 2013 (США) - Лейбл: I.R.S. Records/Atlantic Records - Форматы: CD, цифровая загрузка | 1                | 1                | 1                | 1                | 1                | 1                | 8                | 1                | 5                | 1                | - США: 2,675,000 | - США: 3x Платиновый - Австралия: 2x Платиновый - Великобритания: Платиновый - Германия: Платиновый - Канада: 4x Платиновый - Новая Зеландия: Золотой - Япония: Золотой |
| «—» означает что этот релиз не попал в данный чарт или не был выпущен на данной территории. | |                  |                  |                  |                  |                  |                  |                  |                  |                  |                  |                  | |

### Синглы

#### Сольные
| Название                                                                     | Год  | Пик позиции | Пик позиции | Пик позиции | Пик позиции | Пик позиции | Пик позиции | Пик позиции | Пик позиции | Пик позиции | Пик позиции | Сертификации                                                          | Альбом      |
| Название                                                                     | Год  | AUS         | CAN         | FRA         | IRL         | NZ          | SWE         | UK          | US          | US R&B      | US Rap      | Сертификации                                                          | Альбом      |
| ---------------------------------------------------------------------------- | ---- | ----------- | ----------- | ----------- | ----------- | ----------- | ----------- | ----------- | ----------- | ----------- | ----------- | --------------------------------------------------------------------- | ----------- |
| «Watch Your Mouth» (с Lil' Kim и Miley Cyrus)                                | 2013 | 27          | 43          | 64          | 12          | 11          | 48          | 7           | 4           | 1           | 1           | - США: Платиновый                                                     | Yellow Tape |
| «Baby»                                                                       | 2013 | 1           | 1           | 2           | 1           | 1           | 4           | 1           | 1           | 1           | -           | - США: 6x Платиновый                                                  | Yellow Tape |
| «Finish Line» (с Rick Ross)                                                  | 2013 | 1           | 2           | 5           | 3           | 6           | 7           | 2           | 1           | 1           | 1           | - США: 2x Платиновый                                                  | Yellow Tape |
| «Kissing You»                                                                | 2013 | 6           | 9           | 4           | 8           | 19          | 4           | 7           | 9           | 3           | 3           | - США: Золотой                                                        | Yellow Tape |
| «Song Cry»                                                                   | 2013 | 2           | 6           | 11          | 17          | 3           | 43          | 8           | 12          | 4           | 3           | - AUS: 4× Платиновый - NZ: Платиновый - UK: Золотой - США: Платиновый | Yellow Tape |
| «—» означает что сингл не попал в чарт или не был выпущен на той территории. |      |             |             |             |             |             |             |             |             |             |             |                                                                       |             |